# Bombardeios no Japão durante a Segunda Guerra Mundial
As Forças Aliadas conduziram muitos ataques aéreos no Japão durante a Segunda Guerra Mundial, causando vasta destruição às cidades do país e matando 900 mil pessoas. Durante os primeiros anos da Guerra do Pacífico, estes ataques se limitaram ao ataque Doolittle, em abril de 1942, e a ataques de pequena escala em posições militares nas Ilhas Curilas, em meados de 1943. Os bombardeios estratégicos no Japão começaram em junho de 1944 e continuaram até o fim da guerra, em agosto de 1945. Unidades táticas aliadas, tanto navais quanto aéreas com base em terra-firme, também atacaram o Japão durante 1945.
A campanha aérea empreendida pelas Forças Armadas dos Estados Unidos contra o Japão começou de fato em meados de 1944 e foi intensificada durante os últimos meses da guerra. Embora planos para ataques no Japão tenham sido preparados antes da Guerra do Pacífico, estes não puderam começar até que bombardeiro de longo alcance B-29 Superfortress estivesse pronto para combate. De junho de 1944 até janeiro de 1945, várias aeronaves B-29 posicionadas na Índia foram organizadas através de bases na China para realizar uma série de ataques no Japão, mas este esforço se mostrou malsucedido. A campanha de bombardeios estratégicos foi amplamente expandida a partir de novembro de 1944 quando bases nas Ilhas Marianas ficaram disponíveis como resultado da Campanha nas Ilhas Marianas. Estes ataques inicialmente almejavam instalações industriais, mas a partir de março de 1945 foram dirigidos de maneira geral contra áreas urbanas. Aeronaves decolando de porta-aviões Aliados e das Ilhas Ryūkyū também atingiam alvos no Japão com frequência em 1945, em preparação para a invasão planejada do Japão marcada para outubro de 1945. No início de agosto de 1945, as cidades de Hiroshima e Nagasaki foram obliteradas por bombas atômicas.
O exército, a marinha e a defesa civil foram incapazes de deter os ataques Aliados. O número de caças e armas de defesa antiaérea designados para tarefas defensivas nas ilhas domésticas foi inadequado, e a maioria destas aeronaves e armas tinham dificuldades para alcançar as altas altitudes nas quais os B-29 frequentemente operavam. Insuficiência de combustíveis, treinamento de pilotos inadequado e uma falta de coordenação entre unidades também restringiu a efetividade da força de caças. Apesar da vulnerabilidade das cidades japonesas aos bombardeios incendiários, os serviços de inibição de incêndios não possuíam treinamento e equipamento, e poucos abrigos antiaéreos foram construídos para os civis. Como resultado, os B-29 puderam infligir graves danos às áreas urbanas, sofrendo poucas perdas.
A campanha de bombardeios Aliada foi um dos principais fatores que influenciaram a decisão de rendição do governo japonês em meados de agosto de 1945. No entanto, houve um debate de longa duração sobre a moralidade dos ataques às cidades japonesas, e o uso de armas atômicas ainda é particularmente controverso. A estimativa de baixas provocadas pelos bombardeios mais frequentemente citada é 333 mil mortos e 473 mil feridos. Contudo, existem várias outras estimativas sobre total de fatalidades, que variam entre 241 mil e 900 mil. Além das vidas perdidas, os ataques causaram vastos danos às cidades japonesas e contribuíram para um amplo declínio na produção industrial. Em contraste, as baixas Aliadas foram pequenas.

## Contexto Histórico

### Planos dos Estados Unidos
O Corpo Aéreo do Exército dos Estados Unidos (que foi incorporado pelas Forças Aéreas do Exército dos Estados Unidos, ou USAAF), em fevereiro de 1942 começou a desenvolver planos de contingência para uma campanha aérea contra o Japão em 1940. Durante aquele ano o adido militar na Embaixada dos Estados Unidos em Tóquio relatou que a defesa civil japonesa era fraca, e propostas foram feitas para que tropas aéreas americanas se oferecessem como voluntárias servir junto às forças Chinesas na Segunda Guerra Sino-Japonesa. O primeiro Grupo Americano de Voluntários (os "Tigres Voadores") iniciou suas operações como parte da Força Aérea Chinesa no fim de 1941, usando caças P-40 Warhawk. Um segundo Grupo Americano de Voluntários também foi formado no fim de 1941 para atacar o Japão a partir de bases na China, usando bombardeiros médios Hudson e A-20 Havoc. O ataque em Pearl Harbor em 7 de dezembro de 1941 levou à declaração aberta de hostilidade entre os Estados Unidos e o Japão, acabando, contudo, com a necessidade de operações secretas, fazendo com que esta unidade não ficasse ativa. O pequeno número do pessoal do Segundo Grupo Aéreo de Voluntários que havia sido despachado dos Estados Unidos em novembro de 1941 ficou preso na Austrália com o estouro da guerra.
Os êxitos japoneses durante os primeiros meses da Guerra do Pacífico anularam os planos dos Estados Unidos, elaborados antes da guerra, para ataques contra a terra natal japonesa e uma série de tentativas de iniciar uma campanha em pequena escala a partir de bases na China foi fracassada. Antes do estouro da guerra, as USAAF haviam planejado bombardear o Japão a partir da Ilha Wake, de Guam, das Filipinas e de regiões costeiras na China. Não obstante, estas áreas foram rapidamente capturadas por forças japonesas, e a força de bombardeiros pesados das USAAF nas Filipinas foi vastamente destruída quando a Base Aérea de Clark foi atacada em 8 de dezembro de 1941. Subsequentemente, as USAAF tentaram enviar 13 bombardeiros pesados para a China em março e abril de 1942 para atacar as Ilhas domésticas japonesas. Estas aeronaves chegaram à Índia, mas lá permaneceram, uma vez que a conquista japonesa de MyanmarBurma causou problemas logísticos e o líder Nacionalista chinês Chiang Kai-shek estava relutante em permitir que elas operassem a partir de territórios sob seu controle. Outros 13 bombardeiros pesados B-24 Liberator foram enviados dos Estados Unidos para operar a partir da China em maio de 1942 como a força HALPRO, mas foram remanejados para dar apoio às operações Aliadas no Mediterrâneo. Em julho de 1942, o comandante do Grupo Americano de Voluntários, Coronel Claire Lee Chennault procurou reunir uma força de 100 caças P-47 Thunderbolt e 30 bombardeiros médios B-25 Mitchell, que ele acreditava serem suficientes para "destruir" a indústria aeronáutica japonesa. Três meses depois Chennault disse ao Presidente dos Estados Unidos, Franklin D. Roosevelt, que uma força de 105 caças modernos e 40 bombardeiros (incluindo 12 bombardeiros pesados) seria capaz de "conquistar a queda do Japão" dentro de seis a doze meses. O quartel-general das USAAF não considerou que estas afirmações fossem críveis, e a requisição de reforços de Chennault não foi concedida.

### Defesas japonesas anteriores à Guerra

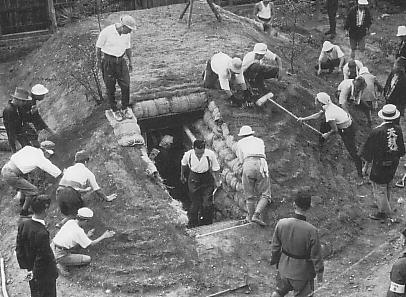
Um abrigo antiaéreo sendo construído no Japão em Setembro de 1940.

Os planos do governo japonês para proteger o país de ataques aéreos no período pré-guerra focavam na neutralização de bases aéreas inimigas. Antes da guerra acreditava-se que aeronaves soviéticas com base no Extremo Oriente Russo representavam a maior ameaça. As forças armadas japonesas planejavam destruir as bases aéreas dentro do alcance das ilhas domésticas caso o Japão e a União Soviética viessem a entrar em guerra. Quando a Guerra do Pacífico começou, o governo japonês acreditava que a melhor maneira de prevenir os ataques aéreos americanos era capturar e manter as áreas na China e no Pacífico de onde tais ataques poderiam ser lançados. Esperava-se que os Aliados não fossem ser capazes de recapturar estas bases. Contudo, os japoneses previram que os Aliados ainda poderiam fazer ataques em pequena escala contra as ilhas domésticas utilizando voos de aeronavais navais provenientes de porta-aviões. O governo escolheu não desenvolver defesas fortes para lidar com a ameaça de ataques aéreos, pois os recursos industriais do país eram incapazes de manter forças aéreas ofensivas na China e no Pacífico, assim como forças defensivas nas ilhas domésticas.
Poucas unidades aéreas ou baterias antiaéreas foram posicionadas nas ilhas domésticas durante os primeiros meses da Guerra do Pacífico. O Comando Geral de Defesa (GDC) foi formado em julho de 1941 para fiscalizar a defesa das ilhas domésticas, mas todas as unidades de combate nesta área foram designadas para os quatro distritos militares, os distritos Norte, Leste, Central e Oeste que se reportavam diretamente ao Ministério da Guerra. Como resultado, as funções do GDC limitavam-se a coordenar as comunicações entre o Quartel General Geral Imperial - o mais alto corpo militar responsável pela tomada de decisões - e os distritos militares. No início de 1942, as forças alocadas para a defesa do Japão compreendiam 100 caças da Força Aérea do Exército Imperial Japonês (IJAAF) e 200 da Marinha Imperial Japonesa (IJN), muitos dos quais estavam obsoletos, assim como 500 armas antiaéreas operadas por homens do exército e 200 operadas pela IJN. A maioria das formações da IJAAF e da IJN nas ilhas domésticas consistiam no treinamento de unidades que possuíam apenas uma habilidade limitada para contra-atacar as investidas Aliadas. O exército também operava uma rede de postos de observação militar e civil para providenciar alertas de ataques aéreos, e estava no processo construção de estações de radar. O comando e controle das defesas aéreas estava fragmentado, e a IJAAF e a IJN não sincronizavam suas atividades ou se comunicavam uma com a outra. Como resultado, as forças foram incapazes de reagir a um súbito ataque antiaéreo.
As cidades japonesas estavam altamente vulneráveis a danos de bombardeios incendiários devido à maneira como foram projetadas e o fraco estado da organização de defesa civil do país. As áreas urbanas eram tipicamente congestionadas, e a maioria dos edifícios eram construídos com materiais altamente inflamáveis, como papel e madeira. Além disso, as instalações industriais e militares nas áreas urbanas eram normalmente cercadas por edifícios residências densamente populados. Apesar desta vulnerabilidade, poucas cidades possuíam bombeiros profissionais em tempo integral e a maioria dependia de voluntários. As forças de combate a incêndios que existiam não possuíam equipamentos modernos e utilizavam táticas antiquadas. Contudo, treinamentos contra incêndios eram realizados em Tóquio e em Osaka desde 1928 e a partir de 1937 os governos locais receberam ordens para fornecer aos civis manuais que explicavam como lidar com os ataques aéreos. Poucos abrigos antiaéreos e outras instalações de defesa aérea foram construídas para os civis e a indústria já havia sido construída antes da Guerra do Pacífico. Foram evacuados das suas casas 10 milhões de pessoas, dos quais 350 mil estudantes.

## Primeiros Ataques

### Ataque Doolittle

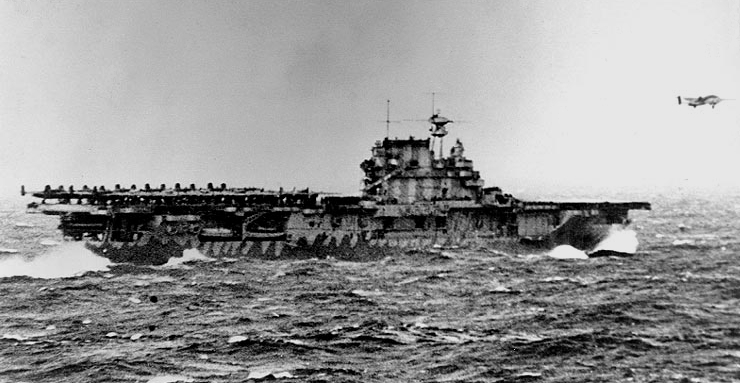
Um B-25 Mitchell decolando do USS Hornet (CV-8) em 18 de abril de 1942.

Aeronaves das USAAF bombardearam o Japão pela primeira vez em meados de abril de 1942. Em uma operação conduzida primariamente para levantar os ânimos nos Estados Unidos, bombardeiros B-25 Mitchell foram levados de São Francisco para dentro da área de alcance do Japão no porta-aviões USS Hornet (CV-8). Estas aeronaves foram lançadas 18 de abril e bombardearam individualmente alvos em Tóquio,Yokohama, Yokosuka, Nagoia e Kōbe. As unidades de defesa aérea japonesas foram pegas de surpresa, e todos os B-25 escaparam sem danos sérios. As aeronaves então prosseguiram até a China e a União Soviética. embora várias tenham caído em territórios de domínio japonês após ficarem sem combustível. As baixas japonesas foram 50 mortos e mais de 400 feridos. Cerca de 200 casas também foram destruídas.
Embora o Ataque Doolitle tenha causado poucos danos, ele teve importantes desdobramentos. O ataque elevou os ânimos nos Estados Unidos e seu comandante, o Tenente-coronel James H. Doolittle, foi considerado um herói. O fraco estado das forças aéreas do país envergonhou amplamente a liderança militar japonesa, e quatro grupos de caças foram transferidos para o Pacífico para defender as ilhas domésticas. Em uma tentativa de prevenir mais ataques navais, a IJN lançou uma ofensiva no Oceano Pacífico que terminou em derrota durante a Batalha de Midway. O Exército Japonês também conduziu a Campanha de Zhejiang-Jiangxi para capturar campos de pouso na China central nos quais os pilotos de Doolittle pretendiam aterrissar. Esta ofensiva atingiu seus objetivos e resultou nas mortes de 250 mil soltados chineses e civis; muitas destas mortes civis ocorreram devido a crimes de guerra. A IJA também iniciou o desenvolvimento de balões de fogo capazes de carregar bombas incendiárias e anti-pessoais do Japão à área continental dos Estados Unidos.

### Bombardeio das Ilhas Curilas
Seguindo o Ataque Doolittle, os próximos ataques aéreos no Japão foram feitos contra as Ilhas Curilas em meados de 1943. A libertação da Ilha Attu no Alasca em maios de 1943 durante a Campanha das Ilhas Aleutas muniu as USAAF com bases dentro da área de alcance das Ilhas Curilas. Como parte das preparações para a libertação da Ilha Kiska nas Ilhas Aleutas, a Décima-primeira Força Aérea conduziu uma série de ataques contra as Curilas para suprimir as unidades aéreas japonesas lá posicionadas. O primeiro destes ataques foi feito contra o sul de Shumshu e o norte de Paramushiru por oito B-25 em 10 de julho. As Curilas foram atacadas novamente em 18 de julho por seis bombardeiros pesados B-24 Liberator, e a libertação de Kiska (Operação Cottage) ocorreu em 15 de agosto, sem resistências.
A Décima-primeira Força Aérea e a Marinha dos Estados Unidos continuaram a fazer ataques em pequena escala nas Ilhas Curilas até os últimos meses da guerra. Os ataques das USAAF foram interrompidos por cinco meses após um ataque em 11 de setembro de 1943 quando nove dos 20 B-24 e B-25 enviados foram perdidos, mas os ataques efetuados pelos PBY Catalinas da Marinha dos Estados Unidos continuaram. Em resposta aos ataques americanos, a IJN estabeleceu a Frota da Área Noroeste em agosto de 1943, e em novembro daquele ano a força de caças japoneses nas Curilas atingiu 260 aeronaves. A Décima-primeira Força Aérea retomou sua ofensiva em fevereiro de 1944 após ter recebido os reforços de dois esquadrões de caças de escolta P-38 Lightning, e continuou a atacar alvos nas Curilas até junho de 1945. Embora estes ataques tenham causado poucos estragos, eles forçaram os japoneses a desviar um grande número de soldados para defender as suas ilhas do norte contra uma potencial invasão pelos Estados Unidos.

## Galeria

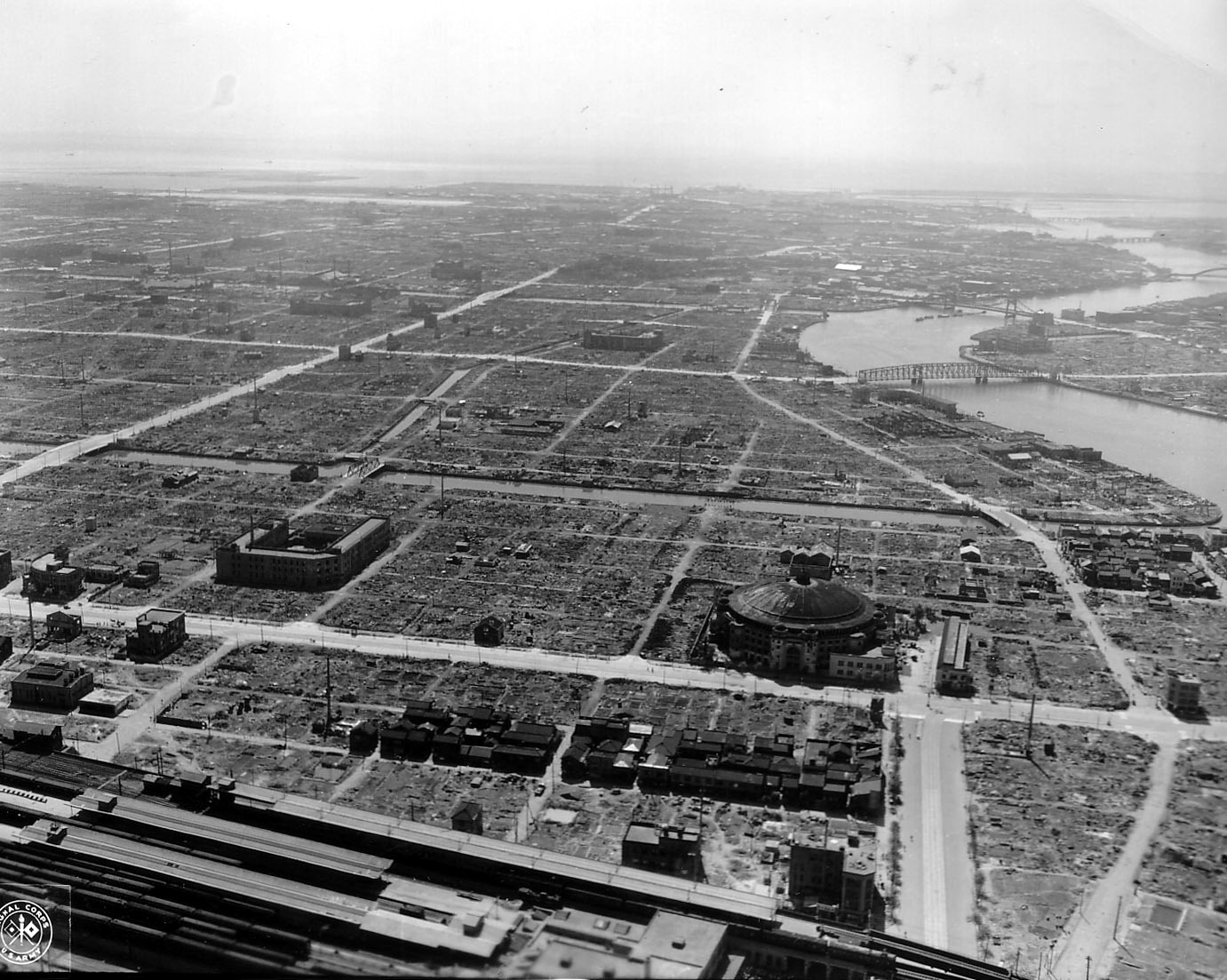
A cidade de Tóquio, devastada pelos bombardeios dos Estados Unidos.
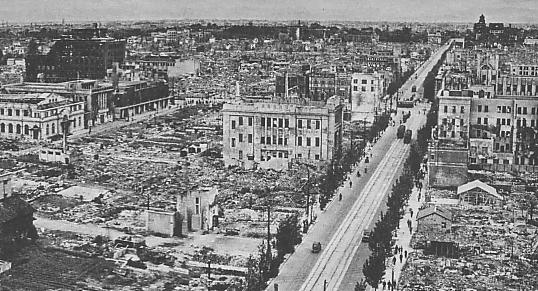
A região de Nagoya após uma série de ataques aéreos.
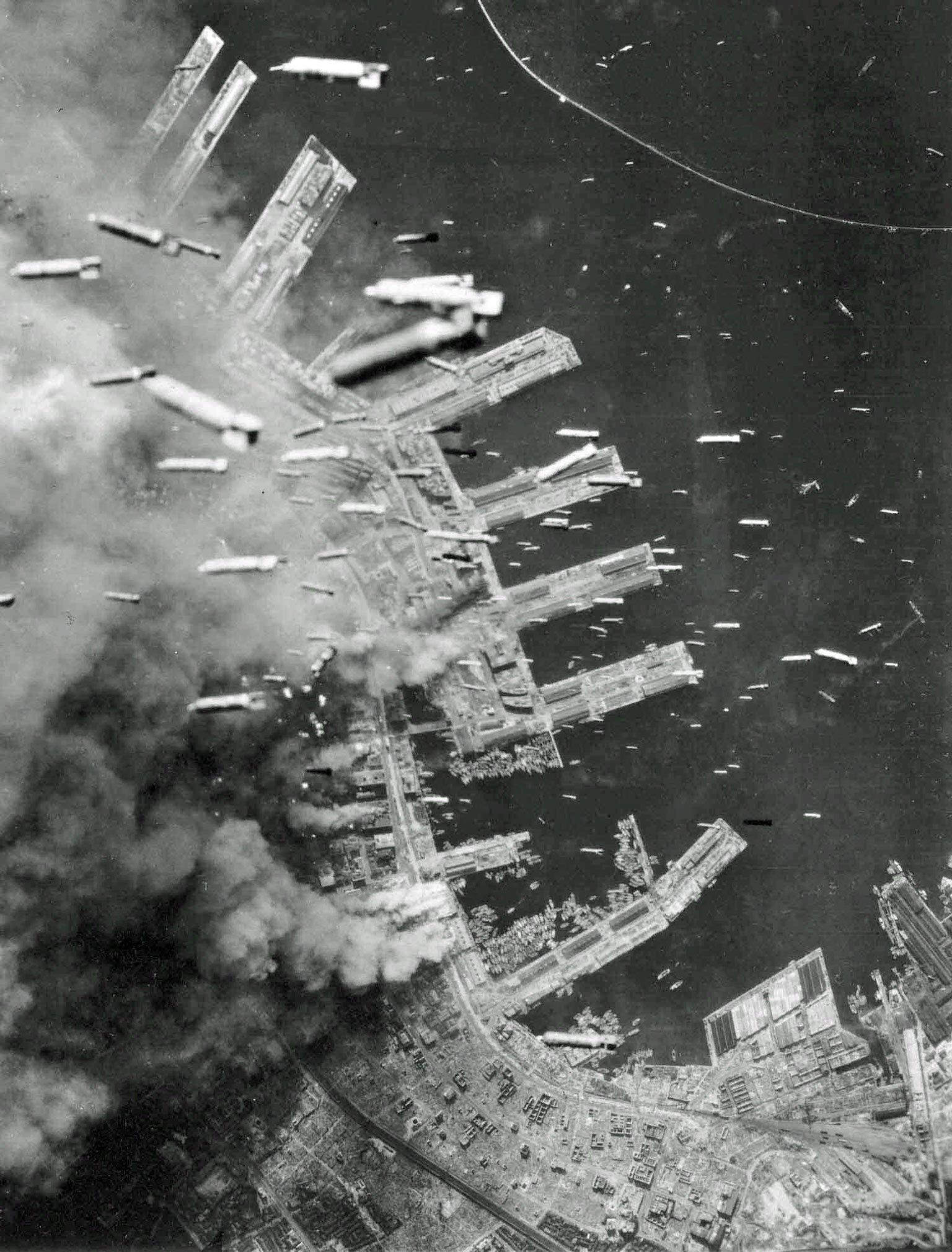
Bombas incendiárias americanas sendo lançadas sobre Kobe, em 1945.
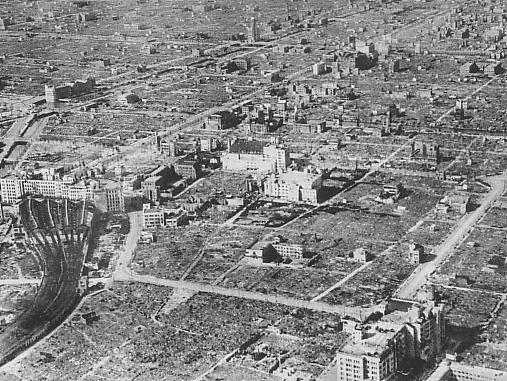
A cidade de Osaka, após bombardeio dos Estados Unidos.